# Eremias velox
Espèce
Synonymes
- Lacerta velox Pallas, 1771
- Lacerta cruenta Pallas, 1771
- Scincus cruentatus Daudin, 1802
- Lacerta coccinea Merrem, 1820
- Lacerta tigrina Kuhl, 1820
- Lacerta argulus Eichwald, 1831
- Lacerta gracilis Eichwald, 1831
- Lacerta vittata Eversmann, 1834
- Eremias coeruleo-ocellata Dumeril & Bibron, 1839
- Eremias variabilis De Filippi, 1865
- Eremias velox var. roborowskii Bedriaga, 1906

Eremias velox est une espèce de sauriens de la famille des Lacertidae.

## Répartition
Cette espèce se rencontre dans le sud de la Russie, en Géorgie, en Azerbaïdjan, dans le nord de l'Iran, dans le Nord de l'Afghanistan, au Turkménistan, au Tadjikistan, au Kirghizistan, en Ouzbékistan, au Kazakhstan et en Chine au Xinjiang, au Gansu et en Mongolie-Intérieure.
Sa présence est incertaine au Pakistan.

## Liste des sous-espèces
Selon The Reptile Database (21 janvier 2013) :
- Eremias velox borkini Eremchenko & Panfilov 1999
- Eremias velox caucasia Lantz, 1928
- Eremias velox roborowskii Bedriaga, 1906
- Eremias velox velox (Pallas, 1771)

## Publications originales
- Bedriaga, 1906 "1905" : Verzeichnis der von der Central-Asiatischen Expedition unter Stabs-Kapitän W. Roborowski in den Jahren 1893-1895 gesammelten Reptilien. Annuaire Musée Zoologique de l'Académie Impériale des Sciences de St.-Pétersbourg, vol. 10, n. 3/4, p. 159-200.
- Eremchenko & Panfilov 1999 : Taxonomic position and geographic relations of a lacertid lizard Eremias velox from the Issyk-Kul lake depression, Tien Shan mountains, Kyrgyzstan. Science and New Technologies, n. 1, p. 119-125.
- Lantz, 1928 : Les Eremias de l´Asie occidentale. Bulletin du Musée de Géorgie, Tbilisi, vol. 4, p. 1-72 & vol. 5, p. 1-64.
- Pallas, 1771 : Reise durch verschiedene Provinzen des Russischen Reiches, vol. 1, Kaiserlichen Akademie der Wissenschaften, p. 1-504.